# 実演販売
実演販売（じつえんはんばい）は、街頭や店頭など往来の前で実際に商品を扱い、販売する形態のことを指す。各メーカーから派遣された社員が行うケースと、この販売を専門としている者（実演販売人または実演販売士ともいう）が行うものある。
販売人は巧みな口上で商品の性能を説明する場合が多い。単に試食品を提供したり、普通な口調で商品のデモンストレーションを行う方法などが有る。
見込み客を訪問し、商品を実演することや見本市などでの実演は通常は実演販売と言わない。自動車の試乗や楽器の試奏など、お客さん自身の関与が大きいものも実演販売とは呼ばない。

## 歴史
起源としては平安時代に遡るといわれ、口上で物を売ると言う形態が確立されてきたのは室町時代からとされており、主に薬や化粧品を扱っていた。江戸時代に入るとガマの油などが登場し、明治時代になるとバナナの叩き売りなどの露天商が知られるようになった。その後、活動の場は神社の境内などで販売を行う的屋から、聖地と呼ばれた秋葉原の屋外販売へと移って行く。そして1960年代から百貨店やデパートで販売を行うようになり、1970年代になるとアキハバラデパートの実演売り場が本格化する。1980年代にはラジオショッピングやテレビショッピングで販促するプロとして登場・出演する機会が増え、ヒット商品を多数生み出したことにより存在が広く認知されることとなる。2000年代にはCATVやBS等の多チャンネル化に伴い、24時間型のショッピングチャンネルが登場したこともあり、その活動は多岐にわたっている。

## 販売形態
商品や道具を置く台の奥（隠語で売台と呼ばれる）に立ち、客を相手に対面しながら販売を行うことが多い。商品は実演販売人が仕入れ、営業、販売を行う場合もある。口上は、個人個人で様々だが、その特徴を踏まえて、熱売・啖呵売・チャラ売等と呼ばれる。口上の種類は的屋の流れをくめば啖呵売になるなど、古くからの販売形態の特色を受け継いでいる側面がある。行う場所と地域は多岐に渡るが、主に全国の百貨店・デパート・ホームセンターでその姿を確認できる。2006年以前は秋葉原駅前のアキハバラデパートが見学できる場所として有名だったが、2006年に閉店して以降、行われていない。

## 売り方の種類
- 啖呵売     -  「男はつらいよ」の寅さんのように、啖呵を切って物を売るスタイル。
- チャラ売   -  冗談ばかり言って笑わせながら売るスタイル。
- 泣き売     -  泣き落として売るスタイル。予めサクラを紛れ込ませ、客を上手く乗せる[2]。
- ニガ売     -  病気を治すと言って売るスタイル。
- 熱売       -  情熱的に一生懸命売るスタイル。
- カマ売      -  オネエ言葉で売るスタイル。
- 御覧売      -  黙って座りながら売るスタイル。古道具・書画・骨董などに用いる[3]。

## 取扱商品
各メーカーからの依頼品や自らがプロデュースしたもの等、幅広いのが特徴で、これにより普及した商品も多い。主なものとして、
- 穴あき包丁
- 布団圧縮袋
- 海外メーカー洗剤
- 洗濯用多機能ハンガー
- 手品
- フライパン
- ジューサー
- 野菜調理器（スライサーやピーラー）
- ハンガーなど収納用品
- マッサージ器
- 掃除機

などがある。

## 実演販売人を題材とした作品
『君たちがいて僕がいる』フジテレビジョン系列の「金曜ドラマシアター」にて放映されたテレビドラマ。